# Kefee
Kefee, née Kefee Obareki Don Momoh le 5 février 1980 et morte le 12 juin 2014 est une chanteuse et compositrice de gospel nigériane. Elle emporte le prix de chanteur nigérian de gospel féminin.

## Jeunesse
Kefee Obareki Don Momoh nait le 5 février 1980 à  Sapele, Delta au Nigeria. Elle fait partie de la famille d'Andrew Obareke, qui à l'époque était diacre, d'une église fondée par les parents de son ex-mari Alec Godwin. Elle est diplômée de l'université du Bénin avec en administration des affaires. Durant son adolescence, elle est activement engagée dans les activités de l' église, notamment le chant dans la chorale.

## Carrière
Alors que sa passion pour la musique ne cesse de croître, elle commencé à écrire et composer des chansons. En 2000, elle sort l'album intitulé Trip qui la conduit sur la scène de la musique nigériane en tant qu'artiste gospel. En 2003, elle sort son album Branama : elle se révèle en tant qu'artiste Évangéliste, avec des ventes nationales et internationales.

## Récompense
En 2009, elle reçoit, de l'organisation des Nations unies, le prix international des jeunes ambassadeurs pour la paix.

## Vie privée
Kefee s'est mariée à deux reprises. Elle épouse Alec Godwin avec qui elle reste mariée jusqu'en 2008. Puis elle se marie à nouveau avec l'animateur de radio Teddy Esosa Don-Momoh, le 3 mars 2013 à Sapele,.

## Décès
Kefee Obareki Don Momoh est morte d'insuffisance pulmonaire dans un hôpital de Los Angeles, en Californie, le 12 juin 2014,, après avoir été dans le coma pendant quinze jours.
Elle est enterrée, le vendredi 11 juillet 2014, dans sa ville natale, à Okpara Inland au Nigeria.

## Discographie
Surnommée Branama Queen, en référence à son premier album, sa discographie comprend les albums suivants :
- 2000 : Trip
- 2003 : Branama
- 2005 : Branama 2
- 2009 : A Piece of Me
- 2013 : Chorus Leader

## Source de la traduction
- (en) Cet article est partiellement ou en totalité issu de l’article de Wikipédia en anglais intitulé « Kefee » (voir la liste des auteurs).